# احمد اسماعیل علی
احمد اسماعیل علی (عربی: أحمد إسماعیل علی; ۱۴ اکتبر ۱۹۱۷ – ۲۵ دسامبر ۱۹۷۴) فیلد مارشال نیروی زمینی مصر بود، که در فاصله سال‌های ۱۹۶۹ تا ۱۹۷۰ به‌عنوان رئیس ستاد کل نیروهای مسلح مصر فعالیت می‌کرد و از ۱۹۷۲ تا ۱۹۷۴ وزیر دفاع مصر بود.
اسماعیل علی فعالیت نظامی را از سال ۱۹۳۸ در ارتش مصر آغاز کرد. وی در طول جنگ یوم کیپور در سال ۱۹۷۳ وزیر دفاع مصر بود. او بیشتر به خاطر برنامه‌ریزی حمله از طریق کانال سوئز، با نام رمز عملیات بدر، شناخته می‌شود.
او در سال ۱۹۳۸ از آکادمی نظامی مصر فارغ‌التحصیل شد و در این آکادمی با انور سادات و جمال عبدالناصر، رؤسای جمهور بعدی مصر، آشنا شد. پس از فارغ‌التحصیلی با درجه ستوان دومی، به شاخه پیاده‌نظام نیروی زمینی مصر پیوست و در جنگ جهانی دوم حضور داشت و در جنگ اول اعراب و اسرائیل، بحران سوئز در سال ۱۹۵۶ و جنگ شش روزه جنگید. در سال ۱۹۶۹ او رئیس ستاد نیروهای مسلح مصر شد و سپس به دلیل حادثه معروف زعفرانه توسط ناصر برکنار شد. سپس در زمان ریاست‌جمهوری سادات، او به‌عنوان رئیس اطلاعات عمومی به خدمت بازگشت، سپس به درجه سپهبدی ارتقا یافت و در سال ۱۹۷۲ وزیر جنگ شد. اسماعیل علی در سال ۱۹۷۴ در سن ۵۷ سالگی در لندن درگذشت.